# 髙田真希 (バスケットボール)
髙田 真希（たかだ まき、1989年8月23日 - ）は、愛知県豊橋市出身のバスケットボール選手である。ニックネームは「リツ」。ポジションはセンター。デンソーアイリス所属。株式会社TRUE HOPE社長。

## 来歴
豊橋市立津田小学校、豊橋市立北部中学校卒業。桜花学園高で多くの全国タイトルを獲得。ウィンターカップではベスト5に選ばれる。
2008年、デンソーアイリスに加入。ルーキーシーズンの2008-09シーズンより主力として28試合に出場し、ルーキー・オブ・ザ・イヤーに選出された。
2010-11シーズンは得点ランキング1位となりチームのプレイオフ初出場に貢献。ベスト5に初選出される。
2011-12シーズンは2年連続で得点ランキング1位、ベスト5選出。
2012-13シーズンは故障のため、リーグ公式戦出場は3試合のみにとどまった。
2013-14シーズンは得点とリバウンドランキングで1位になり、2シーズンぶりにベスト5に選出されるとともに、初めてレギュラーシーズンMVPに選出された。プレイオフでもチーム初のファイナル進出に貢献。
2018年からバスケットボール女子日本代表のキャプテンを務めている。
2020年4月6日、バスケットボール選手を継続しながら、主にイベント業を取り扱う株式会社TRUE HOPEを設立し、社長に就任。8日にはオンラインサロン「髙田真希女子アスリート社長室」を開設。

## 経歴

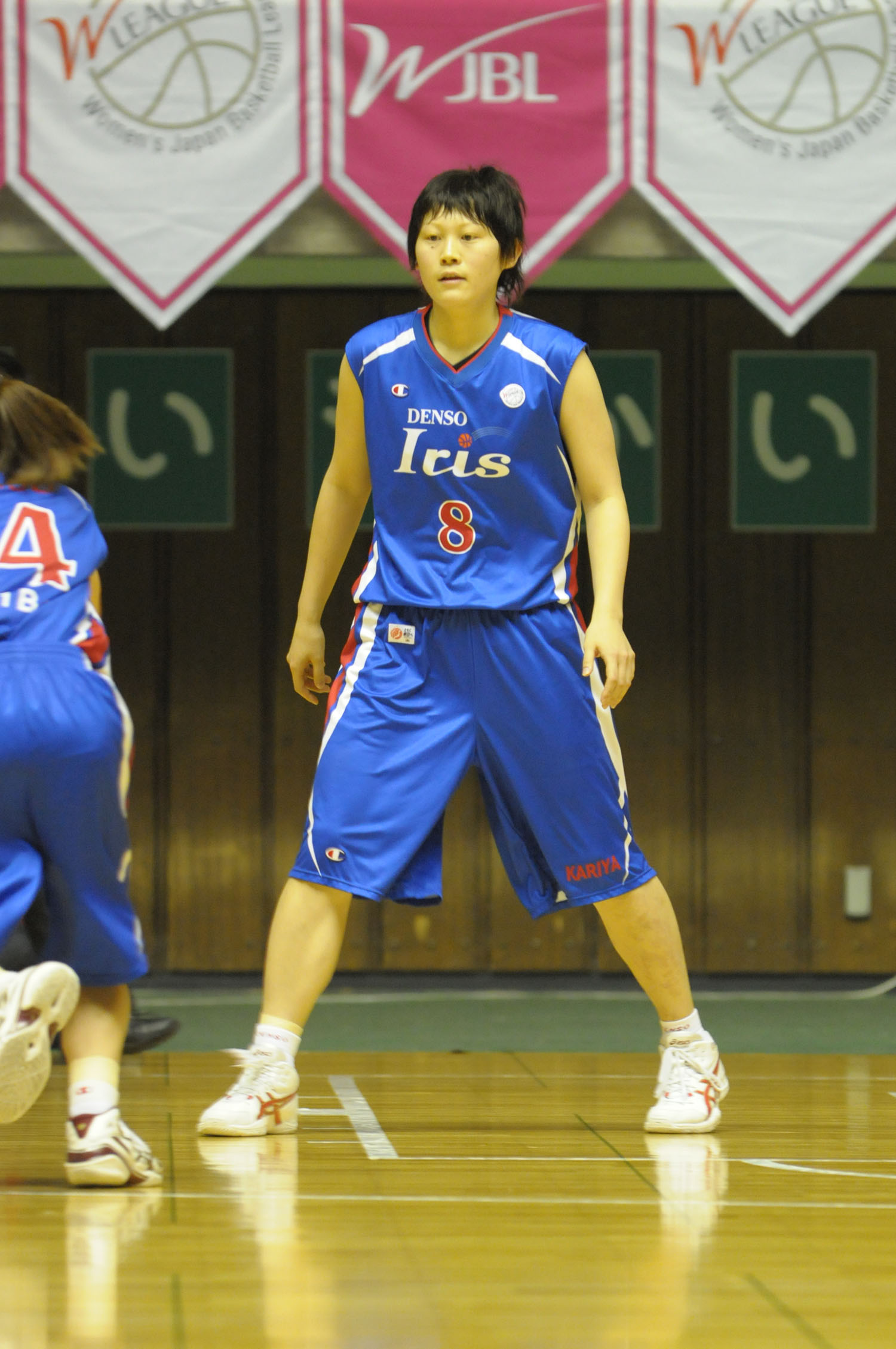
デンソーアイリス、高田真希選手。東京体育館で。(2020)

- 桜花学園高校 - デンソー（2008年〜）

## 日本代表歴
- 2009年、日本代表に選出されウィリアム・ジョーンズカップに出場。東アジア競技大会、2009年バスケットボール女子アジア選手権で3位。
- 2010年 世界選手権で8試合に出場。広州アジア大会で3位。
- 2011年 アジア選手権では主力として7試合に出場して3位。1試合平均10.7得点、5.6リバウンド。
- 2012年 ロンドンオリンピック世界最終予選に出場したが出場権は得られなかった。6試合で8.6得点、6.6リバウンド。
- 2013年 故障のため、代表には選出されなかった。
- 2014年 世界選手権で予選リーグ3試合に出場。5.7得点、7.0リバウンド。
- 2015年 アジア選手権優勝
- 2016年 リオデジャネイロオリンピックベスト8
- 2017年 アジアカップ優勝 - 1試合平均10.4得点を記録した。
- 2018年 ワールドカップ9位
- 2019年 アジアカップ優勝 - 1試合平均10.6得点、7.6リバウンド、3.2アシストを記録した。
- 2020年 東京五輪予選大会
- 2021年  東京オリンピック準優勝 - 1試合平均30分の出場、FG成功率60％で14得点。
- 2022年 FIBAワールドカップ2022予選
- 2023年 アジアカップ準優勝
- 2024年 パリオリンピック世界最終予選

## 受賞歴
- Wリーグルーキー・オブ・ザ・イヤー（2008-09）
- Wリーグ得点リーダー　2年ぶり7回目（2010-11、2011-12、2013-14、2015-16、2016-17、2018-19、2020-21）
- Wリーグベスト5　5年連続9回目（2010-11、2011-12、2013-14、2014-15、2016-17、2017-18、2018-19、2019-20、2020-21）
- WリーグレギュラーシーズンMVP（2013-14）
- 全日本総合バスケットボール選手権大会ベスト5（2012）
- 年間ベスト5賞（2010、2012、2013）

## 出演番組
- しゃべくり007（日本テレビ、2021年8月30日）
- 上田と女が吠える夜（日本テレビ、2023年1月4日）

## 書籍
- 苦しいときでも、一歩前へ! （髙田真希著、KADOKAWA、2022年3月30日、ISBN 978-4041122457）